# Via Giuseppe Garibaldi
La Via Giuseppe Garibaldi (in te Stradde Nêuve en ligur) es una calle de Génova (Italia) que constituye el primer ejemplo de parcelación a nivel europeo, presentando una unidad estilística y de concepción que ya entonces la hizo célebre a nivel internacional. Pedro Pablo Rubens estudió sus palacios, y sus dibujos contribuyeron a la difusión del estilo renacentista en el norte de Europa.
En realidad, el proyecto inicial fue el de un nuevo barrio residencial para las grandes familias genovesas, que abandonaron los barrios medievales por un nuevo estilo de vida basado en una menor contraposición. La construcción de todo el conjunto de edificios duró unos cuarenta años y la realización del proyecto se debe a la riquísima familia Grimaldi, que compró toda la zona. De esta manera, la zona más infame de la ciudad se convirtió en la más privilegiada y desde el punto de vista constructivo se resolvieron por primera vez problemas relacionados con la edificación cerca de la costa de un complejo de palacios como este.
La Via Garibaldi fue proyectada por Bernardino Cantoni, arquitecto del Ayuntamiento de Génova y discípulo de Galeazzo Alessi, del cual, por su documentada presencia en Génova en esa época, puede conjeturarse que también influyó de manera determinante en su discípulo, especialmente por la concepción de la obra, que revela la genialidad de un gran artista, y también porque en el Palazzo Cicala, construido en 1542 en la Piazza dell'Agnello, Bernardino Cantoni muestra unas formas disonantes y un gusto muy arcaizante, lo que hace que parezca difícil que alcanzara en tan pocos años un nivel de madurez tan alto como el que muestra la entonces llamada Strada Nuova. Actualmente, la Via Garibaldi es una de las calles más importantes de Génova y una de las más relevantes de todo el centro histórico en el aspecto arquitectónico por la grandiosidad de sus palacios, algunos de los cuales están incluidos en el sistema de los Rolli.
La calle tiene un año preciso de nacimiento, el 1550. Originalmente llamada Strada Maggiore y posteriormente Strada Nuova, hasta el siglo xix era conocida con el nombre de Via Aurea. Madame de Staël le atribuyó un nombre aún más altisonante, el de Rue des Rois o Via dei Re. En 1882, por último, fue dedicada a Giuseppe Garibaldi.
Su trazado es completamente rectilíneo, con una ligera inclinación, y mide 250 metros de longitud, con una anchura de 7.5 metros; se construyó precisamente como calle de representación. Son muchos los testimonios sobre esta calle que han dejado los visitantes célebres de la ciudad a lo largo de los siglos, y entre ellos es particularmente significativo el de Cesare Brandi, que en la posguerra se expresó a favor de su remodelación. Desde el 13 de julio de 2006 está incluida, junto a todo el sistema de los Rolli, en la lista de Patrimonio de la Humanidad de la Unesco.

## Historia
Una placa colocada al inicio de la calle la define como el modelo de identidad social y económica que inauguró la arquitectura urbana de la Edad Moderna en Europa. De acuerdo con la motivación de la Unesco para incluirla en la lista de Patrimonio de la Humanidad, la influencia que ha ejercido este patrimonio urbanístico y arquitectónico, hasta el punto de convertirse en referente para muchos países, es al mismo tiempo testimonio de una ciudad —la Génova del siglo xvii— que supo alcanzar la cima del poder político y económico en el ámbito continental. En la placa puede leerse:

[La calle] conserva espacios urbanos de época tardorrenacentista y barroca, bordeados por más de cien palacios de familias nobles de la ciudad.

En el patio interior del Palazzo Rosso —al igual que en el jardín colgante del Palazzo Doria Tursi— se realizan periódicamente representaciones teatrales y conciertos. Actualmente, en la Via Garibaldi se encuentran —además de muchas oficinas públicas y privadas y varias instituciones bancarias nacionales y extranjeras— dos de las principales pinacotecas de la ciudad, el Palazzo Rosso y el Palazzo Bianco, que, junto con el Palazzo Doria Tursi, sede del Ayuntamiento, constituyen los «museos de Strada Nuova».
La calle fue edificada en la segunda mitad del siglo xvi —que pasaría a la historia como el «siglo de los genoveses»— por voluntad de la aristocracia local, que pretendía acercarse así al mar respecto a las zonas montañosas en las que hasta entonces se encontraban sus residencias. El diseño y la construcción de la mayor parte de sus edificios se prolongaron durante más de cuarenta años, hasta el 1588.
En 1594 el escritor inglés Fynes Moryson, en un viaje por Europa y Asia Occidental, pasó por Génova y describió de esta manera la calle:

Dentro de las murallas de la ciudad está la strada nuova, que discurre de oeste a noreste, en la cual todas las residencias están edificadas con una grandiosidad digna de reyes, tanto que no creo que ninguna otra ciudad del mundo tenga una calle de tanta belleza. Estas residencias, o mejor dicho palacios, pueden ser visitados por los forasteros con los sirvientes de los nobles que los custodian, que se los muestran de buena gana a cualquiera que aspire a tal favor, por el honor de sus señores y de su patria. Yo mismo he visto el palacio de Giovan Battista d'Auria, cuya propia edificación era profundamente señorial, y el jardín de Giovan no solo de lo más agradable, sino también adornado con estatuas y fuentes. En una de las salas estaban las armas de los señores, algunas de ellas recubiertas de plata pura.

Como indica el propio Moryson, el nombre original de Strada Maggiore pronto fue sustituido por el de Strada Nuova, sin que la arteria perdiera su importancia simbólica como signo tangible del indiscutible predominio de la ciudad, que en la época había alcanzado su apogeo como república marinera y ejercía su soberanía sobre toda la zona del mar Mediterráneo.

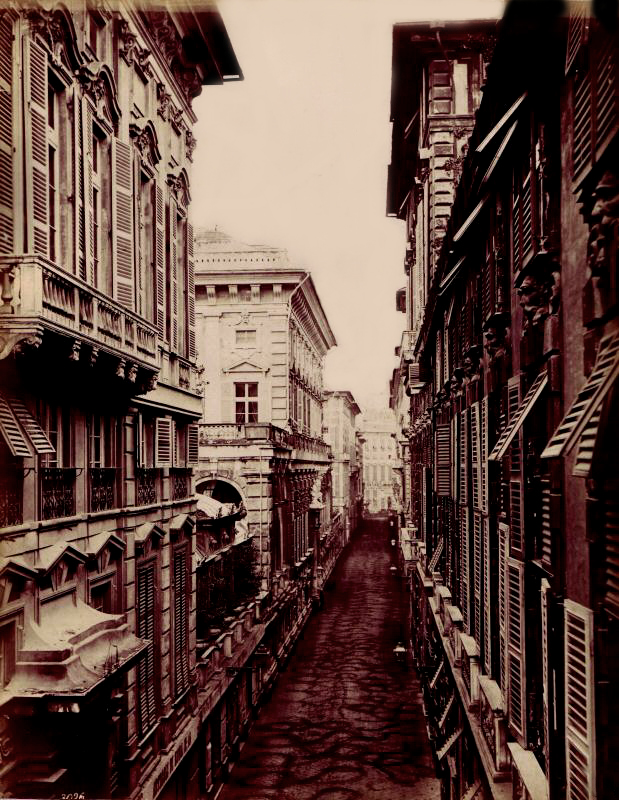
La Via Garibaldi (en la época Strada Nuova), fotografiada por Alfred Noack a finales del siglo xix.

Esta es la exhaustiva —y sugerente— descripción que proporciona de ella Charles Dickens en su escrito de 1843 Immagini d'Italia:

La vi por primera vez bajo el más luminoso y el más intenso azul de los cielos estivales, que sus dos filas repletas de inmensas mansiones reducían a una preciosa franja de luz, que se encoge gradualmente y contrasta con la pesada sombra de abajo [...] Los infinitos detalles de estos ricos palacios, algunos de cuyos muros están decorados en el interior por obras maestras pintadas por Van Dyck; los grandes y pesados balcones de piedra, dispuestos en hileras una sobre la otra, entre los cuales hay, aquí y allá, uno más amplio, que se eleva en lo alto, como una gran repisa de mármol; los vestíbulos sin portón; las ventanas de la planta baja, equipadas con pesadas barandillas; las inmensas escaleras abiertas a la vista del público; los grandes pilares de mármol; las robustas arcadas, similares a las de una prisión, y las tristes habitaciones abovedadas, que repiten el eco y nos hacen fantasear; entre ellos la mirada deambula de nuevo, cada vez que a un palacio le sucede otro; las terrazas dedicadas a jardín, entre edificio y edificio, con vides que forman arcos verdes, huertos de naranjos y adelfas en flor, a veinte, treinta o cuarenta pies sobre la calle; las habitaciones de entrada pintadas, con las paredes y el techo manchados, empapados y pelados en las esquinas por la humedad, y no obstante espléndidas por sus bellos colores y sus diseños voluptuosos, perfectamente conservados donde los muros están secos; las figuras descoloridas, pintadas en los muros exteriores de las casas en el acto de sostener ornamentos y coronas, de volar o de pie en el interior de hornacinas, en algunos puntos aparentemente aún más descoloridas y deterioradas que en otros, por el contraste que hacen con algunos putti pintados hace poco, en una parte de la fachada restaurada recientemente, los cuales están ocupados desplegando lo que parecería una bajocubierta, pero que en realidad es un reloj de sol; las pronunciadas cuestas flanqueadas por palacios más pequeños (que pese a ello son muy grandes) con terrazas de mármol que dan hacia estrechos callejones...

## Los palacios
La Via Garibaldi contiene algunos de los palacios más elegantes y espléndidos de Génova, cuyos interiores contienen decoraciones originales de los principales autores del manierismo y del barroco genovés. Pedro Pablo Rubens realizó una planimetría de la calle con una representación en perspectiva de sus edificios. Desde la Piazza delle Fontane Marose, en dirección a la Piazza della Meridiana, estos —alternados de derecha a izquierda— son los principales palacios:
| Palacio                                                            | Descripción | Imagen |
| ------------------------------------------------------------------ | --- | ------ |
| Palazzo Pallavicini-Cambiaso                                       | Construido siguiendo el proyecto de Bernardino Cantone a partir de 1558, por cuenta de Agostino Pallavicini, pasó a ser propiedad de la familia Cambiaso en torno a mediados del siglo xviii. |        |
| Palazzo Pantaleo Spinola o Palazzo Gambaro                         | En el número 2, es la sede del Banco di Chiavari e della Riviera Ligure (grupo Banca Popolare di Lodi). Fue edificado para Pantaleo Spinola al mismo tiempo que el Palazzo Cambiaso por el arquitecto Bernardo Spazio, que posteriormente fue sucedido, hasta el final de las obras, por Pietro Orsolino. Es quizás el palacio con mayores méritos artístico-arquitectónicos referibles, en particular, a los frescos del salón que representan a Jano con dos caras —uno de los símbolos de Génova— junto a Hércules y al símbolo mitológico de la paz, realizados por Domenico Piola y Paolo Brozzi. Otros frescos de valor, obra de los hermanos Giovanni y Giovanni Battista Carlone, decoran la Sala de Susana y Salomón y la Sala de Coriolano. La fachada —de estructura muy simple— está enriquecida por un portal dórico que tiene en el tímpano estatuas que representan la Prudencia y la Tolerancia. |        |
| Palazzo Lercari Parodi                                             | Está en el número 3 y la bóveda del salón del piano nobile contiene una obra maestra de la pintura genovesa: el fresco de Luca Cambiaso que representa la empresa de Megollo Lercari, artífice de la construcción del «fondaco de los genoveses» en Trebisonda (Turquía). El palacio fue hecho construir en 1571 por Franco Lercari, miembro de una destacada familia local. En 1845 pasó a ser propiedad de la familia Parodi. También son dignos de mención los atlantes de la entrada, que tienen la particularidad de no tener nariz. En 1581 Taddeo Carlone realizó el portal de acceso y los bustos de Franco Lercari y su esposa. El cliente quiso recordar así, a caballo entre historia y leyenda, la empresa de su antepasado Megollo Lercari, que quiso vengarse de un atropello cometido por el rey de Chipre y, tras capturar sus naves en acciones de piratería, le cortó la nariz a los miembros de sus tripulaciones y se las mandó en barriles al rey, conservadas en salmuera. |        |
| Palazzo Carrega Cataldi, también llamado Palazzo Tobia Pallavicino | En este palacio, en el número 4, tiene su sede la Cámara de Comercio, Industria y Agricultura de Génova. Fue construido, al igual que los anteriores, en la segunda mitad del siglo xvi. Su arquitecto fue Giovanni Battista Castello el Bergamasco y su cliente, Tobia Pallavicino. En su construcción también participaron Bartolomeo Riccio, Domenico Solari y Antonio Roderio. |        |
| Palazzo Angelo Giovanni Spinola                                    | Via Garibaldi 5. Edificado a partir de 1558 en la parcela más grande de las disponibles para la operación de la Strada Nuova, tuvo como primer propietario a Angelo Giovanni Spinola, hombre de negocios y financiero del Imperio español. Las obras fueron continuadas por su hijo Giulio tras la muerte del padre. A ellos se deben la ampliación hacia el monte del patio y la construcción en la fachada de los balcones de mármol a la altura del piano nobile. El palacio tiene un carácter monumental, que le confiere la excepcional altura y dimensión de los vanos, así como la solemnidad del recorrido que va desde el pórtico hasta la logia que está sobre el patio, y desde esta hasta la logia superior y el salón del piano nobile, cuya bóveda muestra el fresco de Andrea Semino Alejandro y Simitre, reina de las amazonas. Actualmente parece que debe considerarse cierta la atribución del proyecto, considerado poco original en sus soluciones, a Bernardino Cantone da Cabio. Todos los temas decorativos están inspirados en la épica liviana (y algunos ven una mediación literaria de Gabriello Chiabrera), y son de un carácter ambiciosamente grandilocuente, pero fríos y formales. |        |
| Palazzo Gio Battista Spinola                                       | Via Garibaldi 6, también conocido como Palazzo Doria. La historia de este palacio —que no debe confundirse con el palacio del príncipe Andrea Doria situado delante de la Estación Marítima— tiene una particularidad. Edificado inicialmente a partir de 1563 por el arquitecto Bernardino Cantone por cuenta de Giovanni Battista y Andrea Spinola —de la poderosa familia Spínola—, se presentaba como un enorme cubo carente de cualquier decoración exterior. Sin embargo, fue sometido a radicales transformaciones y se le añadió una planta más en los dos siglos siguientes, con motivo del paso de la propiedad a la familia Doria, señores y marqueses de Montaldeo. Gravemente dañado durante el bombardeo naval de Génova de 1684, sufrió modificaciones adicionales en la fachada, que en esta ocasión fue enriquecida con decoraciones en estuco y parejas de lesenas. En el interior, son de gran valor los estucos de estilo rococó del siglo xviii, los muebles y la sala del piano nobile, además de la bóveda, decorada con frescos de Luca Cambiaso que representan la Caída de Faetón y la Caída de Ícaro. |        |
| Palazzo Podestà, también conocido como Palazzo Nicolosio Lomellini | Fue construido entre 1559 y 1565 para Nicolosio Lomellini, que otorgó el encargo de proyectarlo y construirlo a Giovanni Battista Castello el Bergamasco y a Bernardo Cantone. A principios del siglo xvii pasó a manos de diferentes familias: primero a la familia Centurione, que inmediatamente realizó algunas modificaciones en el interior; posteriormente a la familia Pallavicini; luego a la Raggio; y, finalmente, a la de Andrea Podestà (cuyo nombre conserva), alcalde de Génova varias veces entre 1866 y 1895. Actualmente está en el número 7 de la Via Garibaldi. |        |
| Palazzo Cattaneo Adorno                                            | Este edificio —actualmente en los números 8 y 10 debido a que son dos residencias distintas y simétricas que constituyen un único cuerpo— fue construido entre 1583 y 1588 para los primos Lazzaro y Giacomo Spinola. La particularidad de esta «doble construcción» puede apreciarse visualmente todavía en la actualidad en los dos portales gemelos. Posteriormente, con el paso de la propiedad a las familias Cattaneo y Adorno, el aparato decorativo de los interiores fue modificado hasta llegar al estado visible en la actualidad. |        |
| Palazzo Doria Tursi                                                | Sede desde 1848 de la Administración municipal (número 9), es de lejos el palacio más imponente e importante de la Via Garibaldi. Su edificación se inició en 1565 por cuenta de Niccolò Grimaldi según el proyecto de Domenico y Giovanni Ponzello, y requirió la utilización de tres de las parcelas en las que se había dividido la Strada Maggiore. Dos amplias y escenográficas logias elevadas respecto a la calzada —añadidas en 1597, cuando el palacio pasó a manos de Giovanni Andrea Doria— enmarcan el cuerpo central de la construcción, sede —junto a las galerías del Palazzo Bianco y del Palazzo Rosso— de los museos de Strada Nuova. Las logias y las barandillas de mármol fueron encargadas entre 1596 y 1598 a Taddeo Carlone, Battista Carlone de Rovio y Battista Orsolino de Ramponio Verna. Una curiosidad: como recuerda Alejandro Dumas en Genova la Superba (1841), la arquitectura del palacio fue atribuida erróneamente en el pasado a Miguel Ángel. |        |
| Palazzo Campanella y Palazzo delle Torrette                        | El Palazzo Campanella está situado en el número 12 y fue construido a partir de 1562 para Baldassarre Lomellini siguiendo el proyecto de Giovanni Ponzello. Andrea Semino decoró sus salones con frescos con historias romanas. El palacio cambió de propietarios ya a finales del siglo xvi, pasando primero a manos de la familia Salvago, para llegar posteriormente en 1772 a Cristoforo Spinola, embajador de la República de Génova en Francia. Este último encargó su remodelación al genovés Andrea Tagliafichi, con la colaboración del francés Charles de Wailly, que construyó el famoso «Salón del Sol», destruido por los bombardeos de 1942. Tras una década de obras, que llevaron a la ampliación del ala oeste y a la renovación de la decoración interior con gusto francés, Spinola, que se había trasladado a Francia, vendió el edificio al marqués Domenico Serra. En 1917 fue adquirido por el armador Tito Campanella, que estableció allí sus oficinas y residió en su segundo piano nobile. Actualmente está abierto al público el primer piso, donde se pueden admirar los frescos de Semino y una habitación de gusto romántico realizada a principios del siglo xix por Michele Canzio. El Palazzo delle Torrette ocupa dos números de la Via Garibaldi, el 14 y el 16, y debe su nombre a las dos torretas que rematan los laterales del edificio. Al igual que el vecino Palazzo Rosso, fue construido en una época posterior al grueso de palacios de la calle, a partir de 1716. Su edificación —proyectada por Giacomo Viano por cuenta del duque de Tursi, Giovan Andrea Doria— resultó necesaria para completar la urbanización del tramo anterior al imponente Palazzo Doria Tursi y «tapar» de algún modo la vista de las casas degradadas de la zona medieval que se encuentra detrás. |        |
| Palazzo Brignole-Sale, llamado Palazzo Rosso                       | El Palazzo Rosso, situado en el número 18, es uno de los palacios más recientes de la Via Garibaldi y debe su nombre a su característico color «rojo genovés». Fue edificado a partir de 1670 según el proyecto de Pier Antonio Corradi para los hermanos Ridolfo y Giovanni Francesco Brignole-Sale. Con dos piani nobili, tras la muerte de Ridolfo pasó a manos del hermano segundogénito. En 1874 los últimos descendientes de la familia Brignole-Sale lo donaron al Ayuntamiento para que fuera dedicado a museo. Actualmente es una de las mayores pinacotecas de la ciudad y pertenece a los museos de Strada Nuova. |        |
| Palazzo Bianco                                                     | El Palazzo Bianco, situado frente al Palazzo Rosso, al igual que este, debe su nombre al color que lo caracteriza. Está en el número 11 y desde 1889 es un bien municipal dedicado a museo (su importante pinacoteca forma parte de los museos de Strada Nuova). Fue precedido por otro palacio, anterior a la apertura de la Strada Nuova, construido entre 1530 y 1540 por cuenta de Luca Grimaldi, miembro de una de las familias más importantes de Génova, los Grimaldi, pero en los siglos posteriores cambió de manos numerosas veces hasta convertirse en propiedad de los Brignole Sale. Fue la nueva propietaria, Maria Durazzo Brignole Sale, la que supervisó su reconstrucción con formas ya del siglo xviii (entre 1711 y 1714), hasta que la duquesa de Galliera, Maria Brignole Sale De Ferrari, última descendiente de la familia, lo legó al Ayuntamiento (1888), habiéndole donado ya previamente el Palazzo Rosso. |        |

## Losmuseos de Strada Nuova
En 2004, tres de los palacios históricos más importantes de la calle (el Palazzo Rosso, el Palazzo Bianco y el Palazzo Tursi) se unieron en un único complejo museístico, con la intención de crear una «calle museo». Los visitantes, pagando una única entrada, pueden entrar en los mencionados edificios, pudiendo usar también una cafetería (en el Palazzo Rosso) y una librería (bajo las logias entre el Palazzo Bianco y Palazzo Tursi).